# Jean Courtois (homme politique)
Jean-Maurice-Georges Courtois (21 août 1912, Damparis - 15 août 1992, Damparis) est un homme politique français.

## Biographie
Il est instituteur à Damparis (Jura) jusqu'en 1940, année où le gouvernement Pétain l'assigne à résidence à Bœurs-en-Othe dans l'Yonne, où il devait s'illustrer au sein de la Résistance
Maire de Damparis de 1944 à 1965, il est élu député du Jura en 1945. Après deux mandats, il est battu par Edgar Faure.
C'est alors que Léon Blum l'appelle à ses côtés pour lui confier la charge du secrétariat administratif du groupe parlementaire socialiste SFIO. Il est également membre du comité directeur et du bureau du parti socialiste SFIO.
L'Assemblée nationale l'élit conseiller de l'Union française de 1957 à 1959 .